# ゆりかごの横で胴着を結ぶ女性
『ゆりかごの横で胴着を結ぶ女性』（ゆりかごのよこでどうぎをむすぶじょせい、英: Woman Lacing Her Bodice Beside a Cradle）、または『母親』（ははおや、独: Die Mutter）は、オランダ黄金時代の画家ピーテル・デ・ホーホが1660-1663年ごろにキャンバス上に油彩で制作した絵画である。作品は、ベルリン絵画館に所蔵されている

## 作品
ピーテル・デ・ホーホは、17世紀後半に流行したオランダ室内画の開拓者である。遠近法を適用して正確に構築された室内空間、巧みに配置された家具、窓や戸口から射し込む室内を満たす光などが彼の作品を特徴づける。本作に示されているのは、巧妙に構築された現実である。授乳を終えて動機を締めつつ、ゆりかごの中の赤ん坊に眼を注ぐ母親は、理想の母親の姿であり、またこの部屋の秩序をつかさどる理想の主婦の姿を示している。
この絵画は、1910年に研究者ホフステーデ・デ・フロートにより以下のように記述された。
3番。ゆりかごの側の母親。ジョン・スミス 9番、52番、補遺26番。デ・フロート16番。タイルの床のある部屋の左側前景にあるゆりかごの側に若い母親が座っている。彼女は赤ん坊に授乳したところであり、自分の胴着を結びながら、ゆりかごの中の鑑賞者には見えない子供に微笑んでいる。 背後の左側の板張り奥まったところには、青と白の縞模様のカーテンが垂れている4本の支柱付きベッドがある。板壁からは、真鍮の鍋と赤いスカートが掛けられている。女性の横には犬がいて、のんびりと身体を伸ばしている。右端の、開閉扉で半分占められている高い窓の下には、ロウソクと水差しのあるテーブルがある。右側の開いたドアは、小部屋に続いており、そこには小さな少女が半分開いた玄関ドアの前に立っている。陽光がそのドアから入ってきている。ドイツにある画家の最良の作品である。
キャンバス、36と1/2インチ、横40インチ。売却。1790年3月22日、パリ、M. Martin (1500フラン)。
1827年、1842年、ハールレム、マリア・フーフマンのコレクション (ジョン・スミス)。 
売却。1876年4月6日、パリ、Schneider、13番 (135,000フラン、ベルリン美術館)。
カイザー・フリードリヒ美術館、後のベルリン美術館群のボーデ博物館、1904年の総目録番号 820b。